# Il Borghese
(Motto del giornale)
Il Borghese è un periodico politico e culturale, fondato come quindicinale a Milano dal giornalista Leo Longanesi nel 1950 e pubblicato come settimanale dal 1954 fino al 1993. La testata ha ripreso le pubblicazioni più volte per brevi periodi. Dal 2007 viene pubblicato dalla casa editrice Pagine.

## Storia

### Fondazione e primi anni
L'idea di realizzare un periodico anticonformista (slegato dalle appartenenze politiche) ad ampia diffusione nacque nel 1947. Longanesi non si riconosceva nell'Italia uscita dalla guerra. Rimaneva legato a un'Italia risorgimentale e riconosceva nella borghesia dell'Ottocento la spina dorsale della società italiana. Nel pensiero di Longanesi, la borghesia è un'etica della responsabilità più che una condizione socio-economica.
La sua nuova creatura doveva essere diversa da quelle - tra cui Omnibus - che lo avevano reso famoso. Per questo motivo:
- Stampò la rivista in macchina piana e non in rotocalco;
- Gli articoli non furono accompagnati da fotografie, ma da disegni, fregi e da riproduzioni d'arte;
- Sostituì il formato lenzuolo con quello della rivista inglese The Economist, più ridotto (di conseguenza la foliazione risultò di 32 pagine contro le 16 di media di Omnibus).

Anche la carta utilizzata fu diversa: Longanesi utilizzò la stessa carta con cui stampava i libri della casa editrice, una carta ruvida (cioè non patinata) di colore giallo paglierino.
Il Borghese non era tutto della Longanesi & C.: la proprietà era divisa al 50% tra la Longanesi e la Rizzoli. La redazione era in via Borghetto, presso gli uffici della Casa editrice Longanesi.
Il primo numero uscì il 15 marzo 1950: conteneva articoli di Indro Montanelli, Giuseppe Prezzolini, Giovanni Ansaldo, Alberto Savinio, Gaetano Baldacci, Henry Furst, Ernst Jünger e del giovane Giovanni Spadolini (quest'ultimo poco tempo dopo passò a collaborare con Il Mondo di Mario Pannunzio). Dal sesto numero (1º giugno 1950) iniziò la collaborazione di Mario Tedeschi, che si rivelò fondamentale per la testata. La tiratura dei primi due numeri fu di 15 000 copie. Longanesi aveva chiamato a collaborare sia gli amici di vecchia data (oltre a Montanelli e Prezzolini figurava anche Giovanni Ansaldo, che curò la rubrica Dizionario degli Italiani); sia gli intellettuali a lui coetanei (Camillo Pellizzi, Gaetano Greco Naccarato, Gaetano Baldacci, Luigi Bartolini, Alberto Savinio, Adriano Tilgher); sia gli allievi provenienti da Omnibus: Irene Brin, Henry Furst, Orsola Nemi. Nei numeri seguenti apparvero le firme di Colette Rosselli, Goffredo Parise, Nantas Salvalaggio, Luigi Compagnone, Elena Canino, Giovanni Artieri, Enrico Fulchignoni e Mario Monti (proveniente da Il Libraio, di cui era stato redattore capo). Quanto a Indro Montanelli, la sua collaborazione al primo numero fu un unicum, poiché fino alla fine del 1953 rimase all'estero come inviato speciale del Corriere della Sera. Dal 1954 avviò una collaborazione continuativa con il periodico. Montanelli firmò i suoi articoli sotto gli pseudonimi di Adolfo Coltano e Antonio Siberia. Nello stesso anno cominciò ad apparire la firma di Gianna Preda, (vero nome Giovanna Predassi, 1921-1981). Nel 1956 Longanesi e Montanelli diedero una descrizione opposta della Rivolta d'Ungheria; i rapporti tra i due si raffreddarono. Montanelli interruppe la collaborazione al Borghese.
Nel suo primo anno la rivista era divisa in due parti. La prima conteneva gli articoli sui temi di maggior rilievo; nella seconda comparivano scritti minori, rubriche, rassegne di arte e cultura, recensioni bibliografiche e discografiche.
Le inconfondibili copertine della rivista, fino al 1953 disegnate personalmente da Leo Longanesi, che curò anche la parte illustrativa del quindicinale. Il 1º giugno 1953 fu inaugurato l'inserto fotografico in carta patinata (Omnibus), che divenne in breve tempo uno dei tratti distintivi della testata. Dal 15 aprile 1954 anche la rivista principale cominciò a pubblicare fotografie; la copertina abbandonò la carta paglierino per passare alla carta lucida. Si abbandonò il bianco e nero per passare al colore. Fu deciso anche un cambio di periodicità: da quindicinale a settimanale. Le vendite salirono a 40-50 000 copie. In quell'anno apparve una copertina che divenne famosa: una donna in carne sotto la doccia si strofinava la schiena con una saponetta tricolore (30 luglio). Mario Tedeschi ricorda con quanta cura Leo Longanesi realizzava le immagini che apparivano sul giornale:
(Mario Tedeschi, "Uno stile, un giornale. Quattro disegni di Leo Longanesi". Il Borghese, Roma, 1980.)
Negli anni 1954–1955 furono proposti al pubblico disegni di Saul Steinberg, Edvard Munch, Toulouse-Lautrec, Marc Chagall, Charles Baudelaire, Piero Fornasetti e Giovanbattista Dalla Porta. Alcuni numeri invece furono illustrati in modo tematico, come per esempio immagini popolari di cataloghi, libri e riviste dell'Ottocento. Come risulta dallo stesso titolo, il periodico doveva ispirarsi agli ideali della borghesia, ritenuti da Longanesi: l'onestà, la parsimonia, la laboriosità, la moderazione, nonché la triade Dio, Patria e Famiglia. La posizione culturale del Borghese era improntata a una critica serrata della modernità e al rifiuto dei nuovi valori consumistici. Una delle rubriche più lette della rivista era Ricordi di ottant'anni fa di Liliana Scalero.
Le fotografie dell'inserto centrale, che prendevano di mira e stigmatizzavano la classe politica dell'epoca, furono così famose che, in quel periodo, una fotografia corrosivamente satirica veniva chiamata per antonomasia "da Borghese". Nel 1954 il «Rapporto sul comunismo in Italia» (di Mario Tedeschi) documenta per la prima volta, l'esistenza di una rete di Società commerciali del Partito Comunista Italiano con profondi addentellati in tutta la società italiana. Un'altra inchiesta del «Borghese» svela i metodi corruttivi dell'ENI e l'esistenza di un rapporto organico di proprietà tra l'ente di Stato e il quotidiano Il Giorno, con la pubblicazione delle prove e di documenti. La rivista si attirò nemici sia a destra che a sinistra. Giovanni Monti, socio di Longanesi, gli propose di staccarla dalla casa editrice (erano entrambi soci al 50%) e di sottoscrivere un aumento di capitale. Non accettando la proposta, Longanesi si ritrovò fuori dal nuovo consiglio di amministrazione e dovette lasciare la società. Abbandonando la casa editrice che portava il proprio nome Longanesi si portò via Il Borghese pagandolo 5 milioni di lire.
Dopo l'uscita dalla casa editrice, Longanesi ricominciò come editore-direttore del Borghese. All'epoca aveva una tiratura di 40 000 copie. Trovò nuove fonti finanziarie a Roma e prese il Borghese tutto sulle proprie spalle. La nuova denominazione sociale fu: «S.r.l. XX Settembre editrice de Il Borghese», con sede in via Bigli 15, a Milano. Rimase direttore fino alla morte, avvenuta il 27 settembre 1957.

#### I «Circoli del Borghese»
Il Borghese creò un lettorato fedele. I lettori chiesero, tramite le loro lettere, al periodico di non limitarsi alla critica dello status quo, bensì di assumere anche un atteggiamento propositivo. Così nacquero i Circoli del Borghese: strutture organizzative con la funzione di rappresentare chi non si sentiva rappresentato dalle forze politiche del tempo. 
Nel 1955 i Circoli del Borghese sorsero in varie città italiane. Il Borghese suggerì ai membri dei vari circoli di discutere attorno al libro di Ernest Renan, Che cos'è una nazione?. L'11 giugno 1955 si tenne l'assemblea nazionale dei Circoli a Milano. Venne fondata la "Lega Fratelli d'Italia",  movimento che si proponeva di dare ai borghesi italiani il senso della loro forza e delle loro capacità, ma il progetto terminò ancor prima della morte di Longanesi, avvenuta nel settembre 1957. Nel dicembre 2013, più di mezzo secolo dopo la fine della prima esperienza, la rete dei Circoli del Borghese venne rifondata su iniziativa del direttore, Claudio Tedeschi, e dell'editore Lucarini. Il coordinatore nazionale della rete dei Circoli del Borghese fu il giornalista Riccardo Corsetto.

### La direzione Tedeschi e Preda (1957-1993)
Dopo la scomparsa di Longanesi, Mario Tedeschi e Gianna Preda rilevarono dagli eredi la proprietà della testata. Tedeschi, che aveva una quota maggiore, diventò direttore, Gianna Preda redattore capo e poi vicedirettore. La sede del settimanale fu trasferita da Milano a Roma (la rivista peraltro continuò ad essere stampata a Milano). Se con Longanesi la rivista si era fatta notare per la cura grafica e la raffinatezza intellettuale tipiche del fondatore, il piglio giornalistico di Tedeschi e Preda fecero del Borghese un giornale d'attacco, con inchieste e rivelazioni. La rivista si distinse anche per le campagne a sfondo etico e morale: a testimonianza di ciò, si può ricordare il Dizionario del malcostume, pubblicato dallo stesso Tedeschi nel 1962. Nel contempo, il Borghese cominciò a trattare più da vicino gli avvenimenti politici. I lettori del settimanale, come spiegò Tedeschi, sono «i conservatori, i quali in Italia hanno, appunto, poco o nulla da conservare, tolto un bene: la libertà. Essere conservatori oggi in Italia vuoi dire appunto conservare la libertà in vista di un domani migliore». Punti di forza del settimanale erano, oltre all'inserto fotografico e alle numerose inchieste (firmate da Luciano Cirri, Giuseppe Bonanni, Claudio Quarantotto ed altri), la "Posta dei lettori" curata da Gianna Preda. Tedeschi assunse nuovi giornalisti come Edgardo Beltrametti, Giano Accame, Alberto Giovannini, Mino Caudana, Piero Buscaroli e Alberto De Stefani. Nel 1963 iniziò la collaborazione, come vignettista, di Giovannino Guareschi, che arrivò al Borghese dopo aver lasciato Candido (1961). Oltre a Guareschi apparvero sul Borghese le vignette di Giuliano Nistri, Alberto Fremura e Donatella Preda.
Le inchieste del Borghese aprirono uno squarcio sul tema del malcostume e della corruzione della classe politica. Il settimanale anticipò di diversi decenni l'inchiesta "Mani Pulite". Il 30 dicembre del 1965 la pubblicazione di un'intervista concessa da Giorgio La Pira a Gianna Preda portò nello stesso giorno alle dimissioni del Ministro degli Esteri Amintore Fanfani, titolare della Farnesina nel secondo governo Moro: La Pira aveva affermato che Fanfani era occultamente "appoggiato da tutti", anche da neofascisti e comunisti. Negli anni sessanta il settimanale superò le centomila copie di tiratura. Nel 1965 Luciano Cirri partecipò alla fondazione di una compagnia di teatro di varietà, Il Bagaglino. Due anni dopo Cirri uscì dal Bagaglino e aprì un nuovo gruppo cabarettistico, chiamandolo "Il giardino dei supplizi", come la rubrica che curava sul Borghese. La nuova compagnia era composta da Lionello, Claudia Caminito (poi sostituita da Anna Mazzamauro), Pat Starke, Leo Valeriano e Gianfranco Funari; i testi erano elaborati da Cirri e da Gianna Preda, che era stata caporedattore del Borghese prima di Cirri. La compagnia si sciolse nella prima metà degli anni settanta.
Rivista di denuncia, attenta ai fenomeni di costume in un'Italia in grande trasformazione, Il Borghese si caratterizzò anche per il costante impegno culturale. Sulle sue pagine comparvero le firme di molti protagonisti della cultura italiana dell'epoca. Alla fine degli anni sessanta, quando l'Italia conosceva il periodo dell'autunno caldo, Il Borghese, in risposta all'emergere della violenza da parte di formazioni extraparlamentari di sinistra, lanciò la sottoscrizione "Soccorso Tricolore", per raccogliere donazioni per l'assistenza legale a favore delle vittime della violenza comunista.
Nel gennaio 1973 Il Borghese iniziò la pubblicazione del memoriale di Marco Pisetta, il primo collaboratore di giustizia del terrorismo in Italia. Nel «memoriale Pisetta» (93 pagine) venne raccontata tutta la storia sulle Brigate Rosse del gruppo Curcio. A partire dal 1971-72 Tedeschi schierò politicamente Il Borghese. Alle elezioni del 1972 il giornalista fu eletto al Senato per il Movimento Sociale Italiano. Fu forte la tentazione di fare del settimanale l'organo di stampa della sua formazione politica. 
Nel dicembre 1976 la corrente di Tedeschi, Democrazia Nazionale, operò una scissione nell'MSI. Dal 1977 al 1979 il periodico divenne l'organo ufficioso di Democrazia Nazionale, il movimento di scissionisti moderati dall'MSI che Tedeschi aveva contribuito a fondare, fino all'insuccesso elettorale e allo scioglimento del partito nel 1979. Ripresa la sua completa autonomia da ogni forza politica, il settimanale appena due anni dopo subì la perdita di Gianna Preda (1981), interrompendo il sodalizio professionale che reggeva di fatto il settimanale.
Deceduto anche Mario Tedeschi nel 1993, Il Borghese cessò le pubblicazioni.

#### Le edizioni del Borghese
Nel 1958 Tedeschi e la Preda fondarono una casa editrice, la "Edizioni de Il Borghese" che si affiancò al giornale e pubblicò i libri dei collaboratori e anche di noti autori stranieri anticonformisti, come Maurice Bardèche, Robert Brasillach, Emil Cioran, Vintilă Horia e Salvador de Madariaga. La società editrice pubblicò per prima il libro Ritratti di coraggio del futuro presidente degli Stati Uniti John F. Kennedy. 
Successivamente venne fondato il trimestrale di cultura La Destra che raccolse le migliori firme della cultura di destra.
La casa editrice pubblicò tutti i documentari fotografici del Borghese, il primo dei quali fu Guardatevi in faccia. Fotografie senza censura dell’Italia democratica raccolte e commentate da Mario Tedeschi e Gianna Preda (250 pagine, 300 immagini), uscito nel 1958 e primo volume edito. A partire dal 1960 i successivi volumi furono pubblicati in un'apposita collana, "Fotografie del Borghese". Uscirono con periodicità semestrale fino al 1970, per un totale di 21 volumi. Nel 1964 esordì la collana "Gli album del Borghese", con volumi di un numero di pagine oscillante tra 94 e 118 (prima uscita: La kodak di paglia).
Alla fine degli anni 1970 la "Edizioni de Il Borghese" fu infine rilevata dalla "Ciarrapico Editore" di Giuseppe Ciarrapico che ripropose molti autori in catalogo.

### Il primo ritorno: 1994
La testata ideata da Leo Longanesi ritornò in edicola nel giugno del 1994, con significativi cambiamenti rispetto al settimanale diretto da Mario Tedeschi, sia nella linea politica che nella veste grafica. Il Borghese diretto da Vincenzo Maddaloni pubblicava poche fotografie e molti disegni, con il recupero di quelli originali di Leo Longanesi. La linea politica, che non si riconosceva nella storia recente del giornale, era ispirata a quel neocentrismo, insofferente del "nuovo che sa tanto di vecchio", che ebbe in Indro Montanelli e nel suo quotidiano Voce l'esponente più autorevole.
Fu lo stesso Montanelli ad aprire il primo numero della nuova serie. Nel suo pezzo ricordava come nacque, intorno a un tavolo di un'osteria milanese, il primo Borghese: quello che visse tra il 1950 e il 1957 (anno della morte di Longanesi). Con Montanelli apparvero un nutrito stuolo di firme care al giornalismo riformista, come quelle di Sergio Romano, Pietro Ostellino, Giuseppe De Rita, Fausto Bertinotti, Massimo L. Salvadori, Massimo Cacciari, Franco Cardini, Vittore Branca. Il direttore, Vincenzo Maddaloni, era una firma laica del settimanale cattolico Famiglia Cristiana. Promise che il "suo" Borghese sarebbe stato sferzante come "lo fu il giornale di Longanesi". Nell'editoriale del primo numero, intitolato "Da dove ricominciamo", scrisse che "il Borghese che rinasce vuole anche essere l'approdo per le navicelle dell'intelligenza". "Un viaggio per tutti impervio" concludeva Maddaloni "ma è necessario compierlo al fine di intravedere un orizzonte. Con un'unica regola valida per tutti: le opinioni sono sacre e tutte le restrizioni alla libertà sono un delitto".
Nonostante le vendite (una media di 40 000 copie), prevalse la volontà politica di farlo ritornare ad essere la voce della destra conservatrice. Il direttore venne rimosso e il settimanale cessò di nuovo le pubblicazioni quello stesso anno.

### Il nuovo Borghese
Il Borghese rinacque nel 1997 grazie all'investimento di due imprenditori torinesi, Walter Altea e Massimo Massano (ex deputato del MSI-DN), riuniti nella «Quarto Potere spa». I proprietari fissarono la nuova sede del settimanale a Torino (in via Principe Tommaso, 30) e ne affidarono la direzione a Daniele Vimercati, con Federico Guiglia vicedirettore (prelevato dalla redazione romana del Giornale). Il settimanale di Vimercati puntò decisamente ai lettori di Alleanza Nazionale e della Lega Nord, considerati i principali partiti anti-sistema della politica italiana degli anni novanta. Le vendite diedero ragione a Vimercati: Il Borghese riacquistò una posizione preminente tra i settimanali d'area.
Nel 1998 l'editore acquisì Lo Stato, periodico di destra guidato da Marcello Veneziani e fuse i due settimanali. Vimercati, in dissenso sul progetto, lasciò la direzione. Dopo una breve parentesi con Federico Guiglia, in settembre Il Borghese ripartì con Vittorio Feltri direttore (già direttore de L'Indipendente e Il Giornale) con Veneziani come direttore editoriale (e responsabile di un inserto autonomo: "Lo Stato delle idee"). Feltri cercò di trasformare il periodico nel settimanale dei lettori del Giornale, al punto da modificarne la testata in La Voce Borghese (26 maggio 1999). Il progetto però non decollò; l'anno dopo Feltri lasciò l'opera incompiuta per accettare l'incarico di direttore editoriale della nuova testata QN Quotidiano Nazionale del gruppo Monti-Riffeser.

### Il Borghesedopo il 2000
Nel 2000 Claudio Tedeschi, figlio di Mario, ha intrapreso l'ambizioso progetto di raccogliere su Internet l'intera collezione dell'archivio storico del Borghese e ha iniziato a pubblicare (sia sul web che su carta) una nuova edizione della rivista (Claudio Tedeschi Editore), prima con periodicità semestrale, poi trimestrale, infine mensile. Il progetto però non ha riscosso il successo sperato.
Nel 2007 la rivista ha trovato un nuovo editore, che l'ha rilanciata: Pagine di Luciano Lucarini. Claudio Tedeschi, proprietario della testata, ha assunto la carica di direttore responsabile e Il Borghese è tornato in edicola.

## Direttori
- Leo Longanesi (15 marzo 1950 - settembre 1957)[35]
- Mario Tedeschi (settembre 1957 - 8 novembre 1993)[35]

Gianna Preda, vicedirettore responsabile
Luciano Cirri, vicedirettore responsabile
- Vincenzo Maddaloni (giugno 1994 - 19 agosto 1994)
- Sospensione delle pubblicazioni: agosto 1994 - aprile 1997
- Daniele Vimercati (5 aprile 1997 - 20 maggio 1998)
- Federico Guiglia (21 maggio - 31 agosto 1998)
- Vittorio Feltri (1º settembre 1998 - giugno 1999)
- Sospensione delle pubblicazioni: 2000 - 2007
- Claudio Tedeschi (2007 - marzo 2021)
- Giuseppe Sanzotta (marzo 2021 - in carica)[37]

## Firme
Scrittori, giornalisti e artisti che collaborarono a Il Borghese nel periodo 1950-1993:
- Marcello Veneziani
- Giano Accame
- Enrico Aillaud
- Rino Alessi
- Giovanni Ansaldo
- Giovanni Artieri
- Luigi Bartolini
- Sigfrido Bartolini
- Edgardo Beltrametti
- Gianni Berengo Gardin
- Maria Boensch[38]
- Giuseppe Bonanni
- Irene Brin[38]
- Valentino Brosio
- Dimitri Buffa
- Piero Buscaroli
- Elena Canino
- Ruggiero Capone
- Francesco D. Caridi
- Mino Caudana
- Francesco Cavalletti
- Luciano Cirri
- Luigi Compagnone
- Alberto Consiglio
- Maria Damerini
- Ugo D'Andrea
- Carlo De Biase
- Aldo De Quarto
- Alberto De Stefani
- Eugenio Dollman
- Antonietta Drago
- Julius Evola
- Massimo Fini
- Antoni Fornari
- Enrico Fulchignoni
- Henry Furst
- Alberto Giovannini
- Wolf Giusti
- Francesco Grisi
- Giovannino Guareschi
- E. Nerin Gun
- Ernst Junger
- Ivanovic Koba (pseudonimo di Maurizio Liverani)
- Marzio Mian
- Indro Montanelli (dal 1950 al 1956)
- Mario Monti
- Orsola Nemi
- Gastone Nencioni
- Piero Operti
- Riccardo Paradisi
- Goffredo Parise[38]
- Guglielmo Peirce
- Camillo Pelizzi
- Giorgio Pillon
- Alfonso Piscitelli
- Corrado Pizzinelli
- Mario Praz
- Giuseppe Prezzolini
- Claudio Quarantotto
- Gian Carlo Riccardi
- Pietro Romano
- Nantas Salvalaggio[38]
- Fabrizio Sarazani
- Liliana Scalero[38]
- William Schlamm
- Ardengo Soffici
- Giovanni Spadolini
- Mario Spataro
- Orfeo Tamburi

Scrittori, giornalisti e artisti che hanno collaborato a "Il Borghese" dal 1997 ad oggi.
- Adalberto Baldoni
- Gianfranco De Turris
- Vittorio Feltri
- Massimo Fini
- Federico Guiglia
- Vittorio Mathieu
- Mary Pace
- Armando Plebe
- Gennaro Sangiuliano
- Mauro Scacchi
- Marco Travaglio (1997-1998)
- Marcello Veneziani
- Daniele Vimercati (direttore 1997-1998)
- Maurizio Cabona
- Francobaldo Chiocci
- Marcello Maddalena
- Alain De Benoist
- François Fejtő
- Gianfranco Funari
- Paolo Granzotto
- Alberto Mazzuca
- Vittorio Messori
- Alberto Pasolini Zanelli
- Mario Poltronieri
- Sergio Saviane
- Rino Tommasi
- Stefano Zecchi
- Giorgio Albertazzi
- Alessio Di Mauro

## Pagine scelte
- Il Borghese, numero 44 del 1965 (JPG), su a.imageshack.us.
- Il Borghese, numero 51 del 1969 (JPG), su a.imageshack.us.
- Il Borghese, numero 2 del 1970 (JPG), su a.imageshack.us.
- «Destino di una bandiera»[39]
- Una copertina (JPG), su img819.imageshack.us.
- Il Borghese Illustrato (JPG), su img406.imageshack.us.